# .sg
.sgは国別コードトップレベルドメイン（ccTLD）の一つで、シンガポールに割り当てられている。登録は、認可登録機関を通して行われる。
2011年、2つの国際化国別コードトップレベルドメインがシンガポールのために登録された。登録されたのは以下の2つで、シンガポールで使われている言語でそれぞれ「シンガポール」を意味する言葉である。
- .新加坡（中国語、DNS名 .xn--yfro4i67o）
- .சிங்கப்பூர்（タミル語、DNS名 .xn--clchc0ea0b2g2a9gcd）

2011年7月に既存のドメイン所有者からの受付を始め、2011年9月にそれらが有効化された。

## 第二レベルドメイン
以下の第二レベルドメインがある。
- com.sg - 商業機関
- net.sg - インターネットサービスプロバイダと情報プロバイダ
- org.sg - Registry of Societiesの団体
- gov.sg - 政府機関
- edu.sg - 教育機関
- per.sg - 個人
- idn.sg - 中国語・タミル語のドメイン名（2005年7月4日から2006年1月3日まで試行）
- .sg - シンガポールに住所のある全ての個人・団体